# Liparis kusnetzovi
Liparis kusnetzovi är en fiskart som beskrevs av Taranetz, 1935. Liparis kusnetzovi ingår i släktet Liparis och familjen Liparidae. Inga underarter finns listade i Catalogue of Life.